# Cathaymyrus
Cathaymyrus – żyjący w kambrze strunowiec morski, którego szczątki znane są z dolnokambryjskiej formacji Qiongzhusi w powiecie Chengjiang (prowincja Junnan, Chiny).
Żył ok. 530 mln lat temu. Jest najstarszym znanym przedstawicielem strunowców, o ok. 10 mln lat starszym od Pikaia gracilens, którego szczątki znane są z łupków z Burgess w zachodniej Kanadzie. Z tego powodu niektórzy paleontolodzy sugerowali, że kręgowce, które obejmują ludzi, ewoluowały od bezczaszkowców takich jak Cathaymyrus.
Długość ciała Cathaymyrus ok. 5 cm. Posiadał strunę grzbietową oraz szczeliny skrzelowe. Wzdłuż brzucha, Cathaymyrus miał segmenty w kształcie litery V, podobne do mięśni ułożonych w bloki, występujących u żyjących obecnie prymitywnych strunowców, takich jak lancetnik.